# Lafeuillade-en-Vézie

Lafeuillade-en-Vézie este o comună în departamentul Cantal, Franța. În 1 ianuarie 2022 avea o populație de 591 de locuitori.